# Ружни, прљави, зли
Ружни, прљави, зли (итал. „Brutti, sporchi e cattivi“) је италијанска „црна“ комедија (итал. Commedia all'italiana) премијерно приказана 1976. године. Исте године, филм је освојио награду за најбољу режију фр. Prix de la Mise en scène на Канском филмском фестивалу (фр. Le Festival International du Film de Cannes). Главну улогу тумачи Нино Манфреди.

## Радња
Филм је црна комедија о огромној породици која живи у претрпаној страћари у нехигијенском насељу на ободу Рима. Главни јунак, једнооки Ђакинто (Манфреди), је и глава породице. У његовој страћари живе четири генерације његове породице, које се издржавају углавном крађама и проституцијом, али и радећи све друге послове; поштене или непоштене, без разлике.
Ђакинто је за губитак ока од осигурања добио поприличну суму, који одбија да дели са породицом. Новац штедљиво троши на себе и крије га од осталих чланова породице који непрекидно покушавају да му га украду. Ни Ђакинто њима не остаје дужан и непрекидно их злоставља вербално и психички. Када Ђакинто доведе кући своју гротескно гојазну љубавницу и почне да троши новац на њу, његова побеснела жена се удружује са остатком породице у покушају да га отрују и домогну се новца. Ђакинто преживљава и у лудачком бесу подмеће пожар у кући. На његово разочарење, породица преживљава.
Ђакинто потом продаје страћару породици досељеника из Напуља, али његова породица одбија да им је препусти. У тучи која уследи, страћара се руши. Филм се завршава сценом у којој Ђакинто живи у новоподигнутој, још претрпанијој страћари, са женом, љубавницом, читавом својом породицом, као и са придошлицама из Напуља.

## Улоге
| Глумац               | Улога            |
| -------------------- | ---------------- |
| Нино Манфреди        | Ђакинто Мацатела |
| Марија Луиза Сантела | Изида            |
| Франческо Анибали    | Домицио          |
| Марија Боско         | Гаетана          |
| Ђизелда Кастрини     | Лизета           |
| Алфредо Д'Иполито    | Плинио           |
| Ђанкарло Фанели      | Париде           |
| Марина Фасоли        | Марија Либера    |
| Еторе Гарфоло        | Камило           |
| Марко Марсили        | Виторијано       |
| Франко Мерли         | Фернандо         |
| Линда Морети         | Матилде          |
| Лучијано Паљука      | Ромоло           |
| Ђузепе Паравати      | Тато             |
| Силвана Приори       | Паридеова жена   |
| Берил Канингем       | Барката Негра    |